# Lopatcong Overlook, New Jersey
Lopatcong Overlook, New Jersey (енгл. Lopatcong Overlook) насељено је место без административног статуса у америчкој савезној држави Њу Џерзи.

## Демографија
По попису из 2010. године број становника је 734.
| Група             | 2000.    | 2010.       |
| Белци             | 0 (0,0%) | 548 (74,7%) |
| Афроамериканци    | 0 (0,0%) | 76 (10,4%)  |
| Азијати           | 0 (0,0%) | 29 (4,0%)   |
| Хиспаноамериканци | 0 (0,0%) | 72 (9,8%)   |
| Укупно            | 0        | 734         |